# Luftwaffen-Feld-Division
Luftwaffen-Feld-Division o Luftwaffen-Felddivision, letteralmente "Divisione da campagna dell'aviazione militare" in lingua tedesca, era la designazione di un certo numero di divisioni di fanteria della Wehrmacht tedesca, costituite nel 1942 con personale proveniente dall'aeronautica militare (Luftwaffe).
Le divisioni furono create in un periodo di forte carenza di manodopera umana nelle formazioni dell'esercito tedesco, conseguente le ampie perdite riportate negli scontri del fronte orientale. Alla richiesta dell'esercito di portare sotto il suo comando una parte del personale non necessario della Luftwaffe, il comandante di quest'ultima Reichsmarschall Hermann Göring oppose, unicamente per ragioni ideologiche e di prestigio, un netto rifiuto: conseguentemente, Göring ordinò di creare una serie di divisioni di fanteria con personale della Luftwaffe sottoposte al controllo diretto dell'aeronautica, benché quest'ultima non avesse a conti fatti l'esperienza e l'equipaggiamento per gestirle compiutamente.
Venne creato un totale di ventuno Luftwaffen-Feld-Division, ma le loro carenze in addestramento e armi si rivelarono così disastrose che nel novembre 1943 Göring dovette accettare di cederne il controllo all'esercito. Il grosso delle divisioni servì sul fronte orientale, anche se alcune operarono in Francia, in Italia e nei Balcani: unità fondamentalmente statiche e destinate solo alle operazioni difensive, le divisioni furono spesso prese di mira dalle offensive degli Alleati in ragione della loro intrinseca debolezza, e per la maggior parte finirono annientate prima della fine della guerra. Nel maggio 1945, al momento della resa della Germania, solo due divisioni oltre a parte di una terza esistevano ancora come unità combattenti.

## Storia

### La nascita

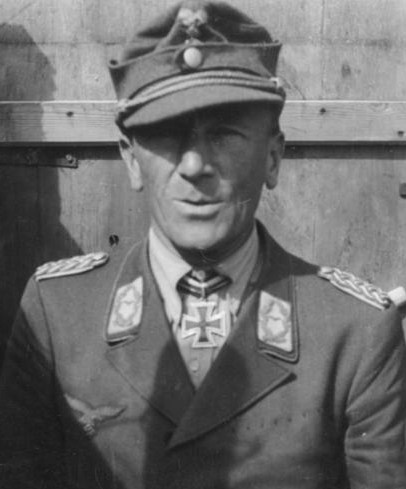
Il generale Eugen Meindl fotografato nel 1942

L'avvio il 22 giugno 1941 delle operazioni belliche sul fronte orientale iniziò a mettere subito sotto forte pressione le risorse umane e militari della Germania nazista; l'operazione Barbarossa lanciata dai tedeschi contro l'Unione Sovietica si trasformò ben presto in una gigantesca battaglia di logoramento culminata nei vasti scontri alle porte di Mosca che sancirono infine l'arresto dell'offensiva. Nei sei mesi compresi tra il 22 giugno e la fine del 1941 la Wehrmacht tedesca subì oltre 700.000 perdite sul fronte orientale tra morti, feriti e prigionieri; la situazione peggiorò ulteriormente quando, nel corso dell'inverno 1941-1942, l'Armata Rossa sferrò una serie di offensive concentriche per far arretrare il fonte tedesco davanti Mosca, causando altre 336.000 perdite all'Esercito tedesco (Heer) nei soli primi tre mesi del 1942. Con un simile tasso di logoramento, divenne giocoforza per l'Esercito tedesco di scovare ogni risorsa umana possibile per continuare la lotta.
Sotto la direzione del Reichsmarschall Hermann Göring, l'Aeronautica militare della Germania nazista (Luftwaffe) era cresciuta fino a diventare una forza enorme, con circa 1.700.000 effettivi nel 1941 pari a circa un 20% delle risorse umane dell'intera Wehrmacht; responsabile unica delle operazioni aeree, la Luftwaffe comprendeva anche un enorme numero di reparti terrestri, che in effetti rappresentavano il grosso del suo organico: oltre al personale tecnico di supporto negli aeroporti, questi effettivi comprendevano le unità di difesa antiaerea (FlaK), i reparti paracadutisti (Fallschirmjäger) e finanche un reparto corazzato (la Fallschirm-Panzer-Division 1 "Hermann Göring").
Una simile massa di uomini con formazione militare attraeva più che mai l'attenzione di uno Heer perennemente a corto di uomini, a maggior ragione dopo i primi incoraggianti impieghi del personale di terra della Luftwaffe come unità combattenti improvvisate sul fronte orientale. Le grandi controffensive sovietiche partite nel dicembre 1941 obbligarono per la prima volta la Luftwaffe a impegnarsi a fondo per difendere le proprie basi aeree da attacchi terrestri del nemico. Furono formate varie piccole unità ad hoc di personale di terra della Luftwaffe per la difesa degli aeroporti, la più famosa delle quali fu la formazione organizzata dal generale della Luftwaffe Eugen Meindl nel gennaio 1942 per difendere la grande base logistica di Juchnov: Meindl mise assieme in una forza improvvisata delle dimensioni di una piccola divisione ("Luftwaffe Gruppe Meindl") un gran miscuglio di personale della Luftwaffe, reparti dell'esercito e unità delle Waffen-SS, difendendo con successo la base fino al marzo 1942 quando Juchnov fu sgombrata dai tedeschi.
Nel frattempo, nei primi due mesi del 1942 personale della Luftwaffe iniziò a offrirsi volontario per il servizio al fronte in Unione Sovietica. Frettolosamente addestrati alle tattiche di fanteria da istruttori paracadutisti, i volontari furono organizzati in sette "Reggimenti da campagna della Luftwaffe" (Feldregiment der Luftwaffe); ogni reggimento aveva una forza nominale di quattro battaglioni, ciascuno su tre compagnie di fanteria e una compagnia armi pesanti con 12 mitragliere 2 cm FlaK e quattro cannoni 8,8 cm FlaK impiegati come artiglieria terrestre. Queste unità furono inviate qui e là a puntellare la linea del fronte tedesca aggregate ad altre formazioni dell'esercito, ma nel maggio 1942 il generale Meindl fu messo a capo di una formazione apposita ottenuta riunendo quattro dei reggimenti campali sotto un unico comando: la "Division Meindl" fu schierata a difesa del corridoio di collegamento con la sacca di Demjansk tenuta dai tedeschi, sostenendo innumerevoli combattimenti con le forze sovietiche e i partigiani nelle retrovie in un difficile teatro di paludi e acquitrini.
Alla metà del 1942, con una nuova grande offensiva in corso nella Russia meridionale, l'Esercito tedesco formulò piani più ampi per l'impiego delle risorse umane non ancora sfruttate, comprendenti tra l'altro la proposta di trasferire sotto il suo comando 50.000 effettivi ora in forza alla Luftwaffe. Göring si oppose strenuamente a tale progetto: esponente di spicco del partito nazista, il Reichsmarschall guardava con diffidenza agli alti comandi dello Heer, ritenuti di tendenze più conservatrici che naziste e fedeli ai vecchi ideali della Germania imperiale. Göring ottenne l'assenso di Hitler perché il personale dell'aviazione destinato alle operazioni di combattimento a terra sul fronte orientale fosse mantenuto in forza alla Luftwaffe, inserito in "divisioni campali" amministrate dalla Luftwaffe e comandate da ufficiali della Luftwaffe; l'approvazione del Führer rese impossibile ogni opposizione al progetto da parte degli ufficiali dell'esercito, e il 17 settembre 1942 Göring poté emanare un bando di reclutamento con cui si chiamavano volontari da tutta la Luftwaffe per formare le nuove divisioni.

### Struttura

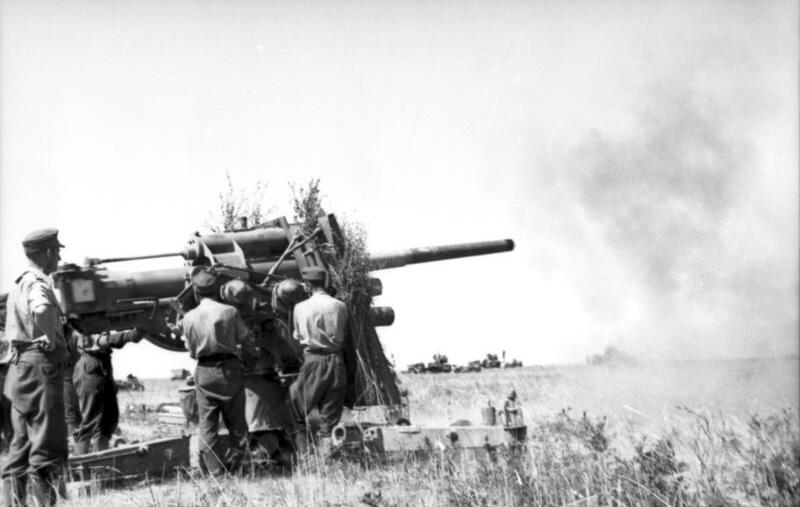
Un cannone antiaereo 8,8 cm FlaK della Luftwaffe in azione contro bersagli terrestri in Russia nel 1942; il pezzo era fornito alle prime LwFD come artiglieria d'appoggio

Poco dopo l'emanazione del bando di reclutamento di Göring, il generale Meindl fu richiamato in Germania dal fronte russo e messo alla guida di un comando amministrativo (il XIII. Fliegerkorps) per curare la formazione delle costituende divisioni. Le prime "Divisioni da campagna della Luftwaffe" (Luftwaffen-Feld-Division o LwFD) iniziarono a formarsi presso il campo d'addestramento di Großborn in Pomerania (2., 3., 4., 5. e 6. LwFD) e presso il campo di Mielau in Prussia Orientale (7., 8., 9. e 10. LwFD); una 1. LwFD fu organizzata direttamente al fronte presso Staraja Russa con alcuni dei vecchi reggimenti campali della Luftwaffe, mentre la "Division Meindl" assunse una designazione numerica solo all'inizio del 1943 quando divenne la 21. LwFD. Alle undici divisioni originarie se ne aggiunsero poi altre dieci tra la fine del 1942 e il marzo 1943; una 22. LwFD venne inizialmente prevista, ma fu sciolta prima di essere completata e in suoi effettivi furono riassegnati alla 21. LwFD.
In totale, tra il 1942 e il 1943 circa 250.000 avieri risposero all'appello di Göring e si offrirono volontari per il servizio nelle divisioni campali; il reclutamento fondamentalmente non tenne in alcun conto l'ambito di provenienza o le precedenti mansioni dei volontari, moltissimi dei quali (anche nei ranghi degli ufficiali) provenivano dai reparti amministrativi e logistici ed erano di conseguenza privi di ogni reale addestramento all'uso delle armi, per non parlare delle tattiche di fanteria. La formazione stessa fu alquanto frettolosa, con le prime divisioni avviate al fronte già in ottobre e le altre che le seguirono a partire dall'inizio di novembre; con appena uno o due mesi di addestramento, ci fu a mala pena il tempo per formare i reparti, distribuire l'equipaggiamento e impartire qualche lezione pratica.
Le divisioni da campagna della Luftwaffe avevano un organico pari a circa la metà di una divisione di fanteria standard dell'esercito, al punto che i comandi dello Heer la consideravano più come una brigata; l'organico al completo ammontava a 6.429 ufficiali, sottufficiali e soldati. Ciascuna divisione aveva quattro battaglioni di fanteria (invece dei nove battaglioni di una divisione dell'esercito), a loro volta suddivisi in una compagnia comando, tre compagnie di fanteria e una compagnia armi pesanti (con mitragliatrici, mortai e quattro mitragliere 2 cm FlaK); come reparti di supporto vi erano un battaglione anticarro con due compagnie di nove cannoni 5 cm PaK 38 e una compagnia di nove pezzi 76,2 mm M1939 sovietici di preda bellica, un battaglione antiaereo con una batteria pesante di quattro cannoni 8,8 cm FlaK e due batterie leggere di 12 mitragliere 2 cm FlaK ciascuna, e un battaglione d'artiglieria con due batterie di quattro cannoni da montagna 7,5 cm Gebirgskanone M. 15 di origine cecoslovacca (sostituiti, in alcune divisioni, da sei mortai pesanti 10 cm Nebelwerfer 40) e una compagnia di cinque cannoni d'assalto Sturmgeschütz III. I servizi divisionali comprendevano una compagnia del genio, una di servizi medici e una di addetti al rifornimento, oltre a piccoli reparti di manutenzione e di veterinari per i veicoli e gli animali assegnati all'unità; l'organico di ciascuna divisione prevedeva un totale di 616 veicoli a motore ruotati o cingolati, ma di fatto nessuna di esse riuscì mai ad avvicinarsi a un simile quantitativo: per i trasporti la maggior parte delle divisioni dovette tirare avanti con carri trainati da cavalli.
Sul campo di battaglia le divisioni ricadevano sotto il comando tattico dell'esercito, ma continuavano a dipendere direttamente dalla Luftwaffe per quel che riguardava la gestione del personale, le questioni amministrative e l'equipaggiamento. Il comando della Luftwaffe creò quattro unità amministrative delle dimensioni di un corpo d'armata (Luftwaffe Feldkorps), assegnate ciascuna all'Heeresgruppe Nord, all'Heeresgruppe Mitte, all'Heeresgruppe A e all'Heeresgruppe B, per la gestione dei servizi delle divisioni.

### Il passaggio all'esercito

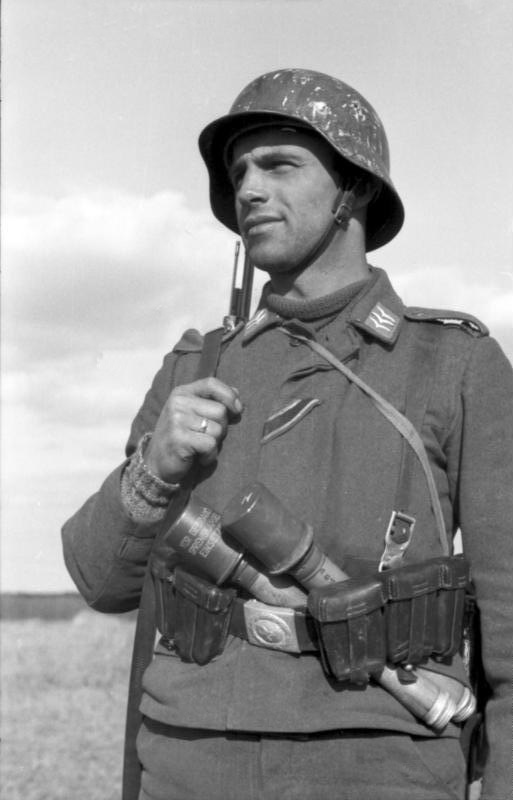
Un soldato della Luftwaffe sul fronte russo

I primi impieghi operativi delle divisioni rivelarono ben presto l'insufficienza del loro addestramento ed equipaggiamento. Due divisioni (la 7. e l'8. LwFD) furono immediatamente gettate negli eventi dell'operazione Tempesta Invernale nella Russia meridionale, il tentativo della Wehrmacht di rompere l'accerchiamento delle forze tedesche a Stalingrado: l'impiego delle due divisioni in un'azione offensiva si dimostrò catastrofico, con entrambe le unità finite quasi annientate nei primi scontri con i sovietici; contemporaneamente, la 2. LwFD finì stritolata nel corso dell'operazione Marte, un'ampia offensiva sovietica nel settore di Ržev.
Queste sconfitte dimostrando nei fatti che le divisioni campali della Luftwaffe potevano essere impiegate al massimo come truppe difensive per settori tranquilli del fronte, impiego a cui furono rapidamente destinate dagli scettici comandi dell'esercito. Vari alti ufficiali dello Heer, come i generali Walter Warlimont e Erich von Manstein, redassero rapporti fortemente critici nei confronti delle divisioni della Luftwaffe, considerate uno spreco di personale ed equipaggiamento che sarebbe invece stato utile per ricostruire diverse divisioni dell'esercito; il nomignolo di "Luftwaffen-Fehl-Konstruktions-Divisionen" (letteralmente "Divisioni della Luftwaffe erroneamente costruite") attribuito loro indicava più che mai l'opinione che gli ufficiali dell'esercito avevano delle unità della Luftwaffe. Anche il generale Meindl, in un rapporto del maggio 1943, dovette riconoscere i gravi difetti che affliggevano le unità: le divisioni campali erano state intese come unità d'emergenza, per sostituire per brevi periodi unità dell'esercito bisognose di riorganizzazione in modo che potessero poi tornare a combattere dopo un periodo di recupero, mentre invece si erano viste affidare il presidio stabile di settori della linea del fronte come normali divisioni dell'esercito, benché fossero grandi la metà di esse.
Furono formulati vari piani per il riordino delle Luftwaffen-Feld-Division, dalla proposta di sciogliere alcune delle divisioni e impiegare il personale per portare le altre a un totale di 12.000 effettivi come le divisioni dell'esercito, a quella di trarre dalle unità un più piccolo numero di divisioni aviotrasportate su alianti per l'appoggio ai reparti di paracadutisti della Luftwaffe. Alla fine si giunse alla conclusione che solo l'esercito poteva fornire il giusto addestramento ed equipaggiamento alle divisioni, e nonostante la sua riluttanza anche Göring dovette dare il suo assenso al trasferimento delle Luftwaffen-Feld-Division sotto il comando dello Heer.
Una direttiva di Hitler del 20 settembre 1943 sancì quindi, a decorrere dal 1º novembre seguente, il passaggio delle divisioni all'esercito; tutti gli ufficiali della Luftwaffe della catena di comando furono sostituiti da ufficiali dello Heer, e a partire dal novembre 1943 fino alla metà del 1944 tutte le unità furono ristrutturate secondo l'organigramma delle divisioni di fanteria tedesche del 1944. Le nuove divisioni avevano ora tre reggimenti di fanteria (definiti come "Jäger-Regiment") su due battaglioni; ogni battaglione aveva poi un organico di tre compagnie fucilieri, una compagnia comando e una compagnia armi pesanti. Le divisioni furono dotate di un intero reggimento di artiglieria da campagna con tre battaglioni leggeri di pezzi da 75 mm e 105 mm e uno pesante con pezzi da 155 mm; i cannoni erano un miscuglio di pezzi di preda bellica di origine francese, sovietica o polacca. Vi erano poi un battaglione anticarro su tre compagnie, un battaglione di cannoni d'assalto Sturmgeschütz III, un battaglione da ricognizione, un battaglione di genieri e uno di trasmissioni; era previsto anche un battaglione antiaereo, ma nella maggior parte dei casi questo non fu mai formato perché il relativo personale fu trattenuto in forza alla Luftwaffe. In effetti, un discreto quantitativo di personale di truppa scelse di lasciare le divisioni e tornare in servizio con la Luftwaffe; il loro posto venne preso da reclute tratte da classi di leva piuttosto anziane o (per le unità schierate sul fronte occidentale) da Ost-Bataillon formati da ex prigionieri di guerra sovietici.

### La fine
Anche dopo il passaggio all'esercito, le Luftwaffen-Feld-Division rimasero formazioni di seconda categoria, composte nella maggior parte dei casi da truppe demotivate o troppo anziane e relegate di conseguenza a compiti di occupazione o difesa statica. Tre delle originarie ventuno divisioni erano già state sciolte a causa delle pesanti perdite subite prima ancora di passare sotto il controllo dello Heer, mentre circa le altre una fu dislocata in Grecia prendendo parte alle operazioni nei Balcani mentre altre sei furono dislocate sul fronte occidentale a protezione delle difese del Vallo Atlantico; due di queste ultime furono poi spostate nella penisola italiana per prendere parte alle fasi finali della campagna d'Italia. Le altre divisioni rimasero schierate sul fronte orientale, finendo via via distrutte nel corso delle offensive finali sovietiche.
Al momento della resa della Germania l'8 maggio 1945, solo una delle Luftwaffen-Feld-Division aveva ancora i ranghi completi: la 14. LwFD, che essendo stata dislocata di presidio in Norvegia e Danimarca non aveva dovuto sostenere alcun serio combattimento contro le forze degli Alleati. Delle altre, l'11. LwFD si era ritirata in Austria dalla Grecia via Jugoslavia per arrendersi alle forze britanniche della Eighth Army, mentre piccoli nuclei della 12. LwFd continuavano a resistere ai sovietici nella zona della baia di Danzica; il resto delle divisioni era stato distrutto prima o poi negli scontri con i sovietici a oriente o gli anglo-statunitensi in Francia e Italia.
È difficile dire a quanto ammontino le perdite umane riportate dalle Luftwaffen-Feld-Division. Dei circa 250.000 avieri che risposero alla domanda di reclutamento tra il 1942 e il 1943, circa 160.000 transitarono nei ranghi dello Heer nel novembre 1943; visto lo stato catastrofico in cui versavano le divisioni nel maggio 1945, è molto probabile che ben pochi dei loro membri siano riusciti a sopravvivere incolumi alla guerra. Il potenziale umano dei volontari della Luftwaffe venne fondamentalmente sprecato per poter costituire, secondo i voleri di Göring, una sorta di "esercito privato" alternativo all'esercito vero e proprio, in maniera non troppo dissimile da quanto accaduto con le Waffen-SS o la Volkssturm.

## Le divisioni

### 1. Luftwaffen-Feld-Division
Formata nel settembre 1942 direttamente al fronte nella zona di Staraja Russa, fu assegnata all'Heeresgruppe Nord. In forza alla 18. Armee, fu schierata nel settore di Velikij Novgorod venendo impegnata per lunga parte della sua carriera solo in azioni difensive. Nel gennaio 1944 la divisione si ritrovò al centro dell'offensiva Leningrado-Novgorod lanciata dalle forze sovietiche: colta di sorpresa dal movimento delle forze sovietiche attraverso il Lago Il'men' completamente ghiacciato, la divisione fu sbaragliata e dovette ripiegare verso ovest condannando all'accerchiamento le truppe tedesche che difendevano Novgorod. Decimata, la divisione fu sciolta nell'aprile 1944 e i suoi superstiti furono riassegnati alla 28. Jäger-Division.

### 2. Luftwaffen-Feld-Division
Formata nel settembre 1942 nel campo di addestramento di Großborn in Pomerania, fu assegnata all'Heeresgruppe Mitte nel novembre seguente. Assegnata in forza alla 9. Armee nella zona di Smolensk, il 25 novembre, poco dopo il suo arrivo al fronte, fu coinvolta negli eventi dell'operazione Marte, una massiccia offensiva sovietica contro il fronte dell'Heeresgruppe Mitte: schierata a difesa della città di Belyj, la divisione fu travolta e dovette essere ritirata dal fronte per essere riorganizzata. Trasferita nella zona di Vicebsk, nel febbraio 1943 la divisione partecipò all'operazione Kugelblitz, una massiccia azione di rastrellamento contro le vaste forze partigiane sovietiche che infestavano la regione. Schierata sulla linea del fronte, a partire dal 6 ottobre 1943 la divisione si ritrovò al centro della battaglia di Nevel': investita in pieno da una massiccia offensiva sovietica diretta verso il punto di giunzione tra l'Heeresgruppe Nord e l'Heeresgruppe Mitte, la divisione fu completamente travolta già il primo giorno di battaglia e messa in rotta dopo aver riportato perdite straordinariamente alte. I resti dell'unità furono quindi assorbiti, nel gennaio 1944, dalla 4. e 6. LwFD.

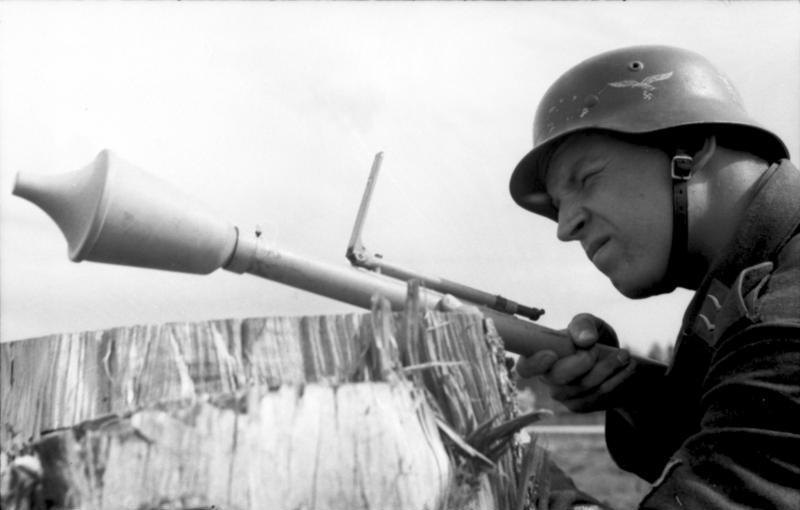
Un soldato della Luftwaffe aziona un lanciagranate anticarro Panzerfaust

### 3. Luftwaffen-Feld-Division
Formata nel settembre 1942 nel campo di addestramento di Großborn in Pomerania, fu assegnata all'Heeresgruppe Mitte nel novembre seguente; schierata nella zona di Nevel', la divisione prese parte alle operazioni antipartigiane nella regione. Fu intensamente coinvolta nella battaglia di Nevel' contro i sovietici tra l'ottobre e il dicembre 1943; a causa delle pesanti perdite riportate, nel gennaio 1944 la divisione fu sciolta e i suoi resti assorbiti dalla 4. e 6. LwFD.

### 4. Luftwaffen-Feld-Division
Formata nel settembre 1942 nel campo di addestramento di Großborn in Pomerania, fu assegnata all'Heeresgruppe Mitte nell'ottobre seguente. Schierata inizialmente in posizione difensiva nell'area di Veliž a nord del fiume Daugava, la divisione prese parte alle operazioni antipartigiane nella regione. Nell'ottobre 1943 la divisione fu spostata nella zona di Vicebsk, dove fu intensamente coinvolta nella battaglia di Nevel contro i sovietici; dopo lo scontro assorbì parte dei resti delle disciolte 2. e 3. LwFD. Formò con la 6. LwFD il LIII. Armeekorps, schierato a difesa degli approcci meridionali e orientali a Vicebsk in una posizione piuttosto esposta. Il 22 giugno 1944 il corpo si ritrovò al centro delle prime fasi dell'operazione Bagration, un massiccio attacco dell'Armata Rossa al fronte dell'Heeresgruppe Mitte: le posizioni della divisione furono distrutte già nel primo giorno, ed entro il 25 giugno Vicebsk era stata tagliata fuori dai sovietici; quando il LIII. Armeekorps tentò di sottrarsi all'accerchiamento con una sortita male organizzata finì completamente annientato in campo aperto entro il 27 giugno seguente. La 4. LwFD fu completamente distrutta nella battaglia e il suo comandante, generale Robert Pistorius, fu ucciso in azione.

### 5. Luftwaffen-Feld-Division
Formata nel settembre 1942 nel campo di addestramento di Großborn in Pomerania, fu assegnata all'Heeresgruppe A nella Russia meridionale nel dicembre seguente. Schierata nella zona del Kuban' in forza alla 17. Armee, la divisione prese parte agli scontri della battaglia del Caucaso all'inizio del gennaio 1943, e in febbraio ripiegò con le altre unità tedesche nella testa di ponte del Kuban' a sud di Rostov sul Don dopo aver subito dure perdite. Evacuata in Crimea con il resto delle forze tedesche a metà 1943, fu inizialmente schierata a presidio di Kerč' per poi essere spostata nell'ottobre 1943 nella zona di Melitopol' in forza alla 6. Armee; costretta a ripiegare verso ovest a seguito della sconfitta tedesca nella battaglia del Dnieper, la divisione subì pesanti perdite nel corso del ripiegamento e nel novembre 1943 raggiunse la zona di Nikolaev dove fu adibita alla difesa costiera. Ridotta in pratica a un Kampfgruppe, nel febbraio 1944 la divisione si ritirò nell'area di Odessa e quindi, nell'aprile seguente, in Bessarabia dove fu infine sciolta nel maggio 1944; i suoi resti furono assorbiti dalle divisioni di fanteria tedesche presenti nella stessa zona.

### 6. Luftwaffen-Feld-Division
Formata nel settembre 1942 nel campo di addestramento di Großborn in Pomerania, nel dicembre seguente fu trasferita in forza all'Heeresgruppe Mitte. Presidiò il fronte nella zona a sud-est di Nevel' e, il 6 ottobre 1943, fu pesantemente impegnata nell'offensiva sovietica; costretta a ritirarsi a nord-est di Gorodok, fu rilevata sulla linea del fronte il 1º novembre 1943 e riorganizzata incorporando parte dei resti della 2. e 3. LwFD. Subito reinviata al fronte il 13 dicembre 1943, la divisione partecipò ai pesanti combattimenti difensivi tedeschi nella zona di Vicebsk, riuscendo infine a fermare l'offensiva sovietica diretta in città per il febbraio 1944. Formò con la 4. LwFD il LIII. Armeekorps, schierato a difesa degli approcci meridionali e orientali a Vicebsk in una posizione piuttosto esposta, e il 22 giugno 1944 si ritrovò coinvolta in prima linea negli eventi dell'operazione Bagration: le forze sovietiche sfondarono il fronte della divisione già il primo giorno ed entro il 25 giugno accerchiarono l'intero LIII. Armeekorps all'interno di Vicebsk. La divisione fu quindi annientata entro il 27 giugno seguente durante i tentativi tedeschi di rompere l'accerchiamento; il suo ultimo comandante, generale Rudolf Peschel, fu ucciso in azione.

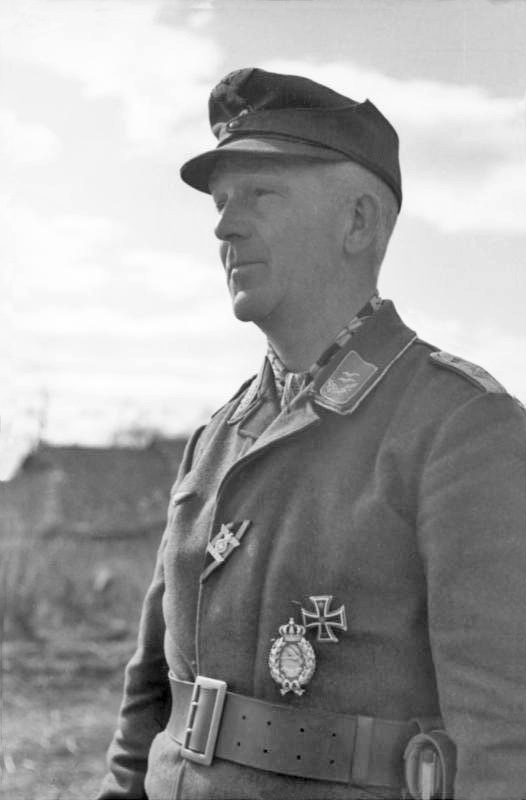
Un ufficiale delle forze di terra della Luftwaffe in Russia nel 1942

### 7. Luftwaffen-Feld-Division
Formata nel settembre 1942 nel campo di addestramento di Mielau in Prussia orientale, nel novembre 1942 la divisione fu inviata al fronte nella Russia meridionale e assegnata all'Heeresgruppe Don, impegnato nell'operazione di soccorso ai reparti tedeschi tagliati fuori a Stalingrado (operazione Tempesta Invernale). Parte dell'Armeegruppe Hollidt, la divisione fu impegnata in duri combattimenti lungo la linea del fiume Čir fino al gennaio 1943, dovette ripiegare in direzione di Morozovsk e solo pochi resti riuscirono a raggiungere la nuova linea difensiva lungo il fiume Mius nel marzo seguente; i resti della divisione, ridotta a un Kampfgruppe, furono poi assorbiti dalla 15. LwFD e l'unità ufficialmente sciolta nel maggio 1943.

### 8. Luftwaffen-Feld-Division
Formata nell'ottobre 1942 nel campo di addestramento di Mielau in Prussia orientale, nel novembre 1942 la divisione fu inviata al fronte nella Russia meridionale e assegnata all'Heeresgruppe Don, impegnato nell'operazione di soccorso ai reparti tedeschi tagliati fuori a Stalingrado. A partire dalla zona di Morozovsk, il 25 novembre la divisione si mise in marcia verso Nižnij Čir e poi più a est, durante uno dei primi tentativi dell'Heeresgruppe Don di rompere l'accerchiamento di Stalingrado; muovendo nella steppa gelata senza alcuna informazione sulla posizione delle forze nemiche, la divisione cadde in un'imboscata dei sovietici e fu sbaragliata nel giro di poche ore. I resti della divisione ripiegarono sul fiume Čir in dicembre, per poi dirigere su Taganrog dove fu possibile riunire solo un Kampfgruppe; i resti della divisione furono poi assorbiti dalla 15. LwFD e l'unità ufficialmente sciolta nel maggio 1943.

### 9. Luftwaffen-Feld-Division
Formata nell'ottobre 1942 nel campo di addestramento di Mielau in Prussia orientale, nel novembre seguente fu inviata al fronte in forza all'Heeresgruppe Nord. Come parte della 18. Armee, la divisione fu schierata nella regione di Leningrado a presidio della linea tedesca tra Krasnoe Selo e Volosovo, fronteggiando in coppia con la gemella 10. LwFD le forze sovietiche tagliate fuori nella testa di ponte di Oranienbaum. La situazione sul fronte della divisione rimase a lungo stazionaria, finché il 14 gennaio 1944 le forze sovietiche lanciarono una massiccia offensiva, parte della più ampia offensiva Leningrado-Novgorod; l'attacco delle forze sovietiche provenienti da Oranienbaum colpì in pieno il fronte tenuto dalle due divisioni della Luftwaffe, non pienamente preparate a fronteggiare l'offensiva: già il 19 gennaio la 9. LwFD dovette ripiegare sulla linea Krasnoe Selo - Kingisepp, mentre il 22 gennaio il suo comandante, generale Ernst Michael, rimase ucciso in azione. Il 23 gennaio la divisione iniziò un ripiegamento generale verso sud in direzione di Narva, smembrandosi nel corso della manovra; il suo comandante ad interim, generale Heinrich Geerkens, rimase ucciso il 24 gennaio a Valassowa. I resti della divisione ripiegati in Estonia furono distribuiti tra altre unità tedesche e il reparto fu ufficialmente sciolto il 12 febbraio 1944.

### 10. Luftwaffen-Feld-Division
Formata nell'ottobre 1942 nel campo di addestramento di Mielau in Prussia orientale, nel novembre seguente fu assegnata in forza all'Heeresgruppe Nord come parte della 18. Armee sul fronte di Leningrado; come la gemella 9 LwFD, anche la 10 LwFD fu assegnata al presidio della linea davanti alla testa di ponte sovietica di Oranienbaum. Dopo mesi di tranquille operazioni difensive, il 14 gennaio 1944 la divisione fu colpita in pieno dalle forze sovietiche uscite da Oranienbaum: nel giro di poche ore le posizioni della 10 LwFD furono travolte e la divisione frantumata in piccoli gruppi di combattimento che tentavano solo di sopravvivere. Quanto restava della divisione riuscì a ripiegare a Narva, dove l'unità fu sciolta il 12 febbraio 1944; i superstiti furono riassegnati alla 170. Infanterie-Division.

### 11. Luftwaffen-Feld-Division
Formata nell'ottobre 1942 nel campo di addestramento di Munsterlager nella Landa di Luneburgo, all'inizio del gennaio 1943 fu trasferita ad Atene e assegnata in forza alla 12. Armee. La divisione fu impiegata come truppa d'occupazione nel sud della Grecia, con parti di essa inviate anche a Creta e su altre isole elleniche; l'unità fu varie volte impegnata in scontri con i partigiani della Resistenza greca. Dopo l'armistizio dell'Italia nel settembre 1943 la divisione fu inviata al confine tra Grecia e Albania, ma alcune sue componenti presero parte, in ottobre, alla campagna del Dodecaneso: una compagnia fu inviata in aereo a occupare l'isola di Stampalia, mentre un battaglione prese parte alla battaglia di Lero contro i reparti anglo-italiani. Nel settembre del 1944 la divisione seguì la ritirata dell'Heeresgruppe E dalla Grecia verso nord attraverso i Balcani, partecipando agli scontri del fronte jugoslavo: ripiegata in Serbia, in ottobre combatté tra Vranje e Zletovo contro reparti della 1ª Armata bulgara alleata dei sovietici, per poi fungere da retroguardia del XXII. Gebirgskorps. In novembre combatté nel sud del Kosovo, per poi spostarsi in Croazia nel gennaio 1945 e attestarsi sul Danubio nella zona di Osijek; qui sostenne pesanti combattimenti difensivi contro le truppe dell'Esercito Popolare di Liberazione della Jugoslavia, al punto che il 2 maggio i suoi resti furono combinati con quelli della 22. Infanterie-Division per formare un Kampfgruppe. I superstiti della divisione raggiunsero l'Austria per consegnarsi prigionieri ai reparti britannici che risalivano dall'Italia, ma furono in gran parte consegnati alle unità jugoslave dopo la resa dell'8 maggio 1945.

### 12. Luftwaffen-Feld-Division
Formata alla fine del 1942 nel campo di addestramento di Bergen, dopo tre mesi di addestramento nel marzo 1943 fu assegnata alla 18. Armee dell'Heeresgruppe Nord, e quindi schierata a ovest della testa di ponte di Kiriši a sud del Lago Ladoga. La situazione sul fronte della divisione rimase relativamente tranquilla fino al 14 gennaio 1944, quando anche la 12. LwFD si ritrovò coinvolta nell'offensiva Leningrado-Novgorod lanciata dai sovietici: l'unità difese la linea del fiume Volchov per alcuni giorni, per poi attuare una ritirata combattente verso ovest fino alla "Linea Panther", una linea difensiva allestita dai tedeschi al confine orientale di Estonia e Lettonia come parte del Vallo Orientale. La divisione fu schierata in posizione difensiva lungo le rive del Lago dei Ciudi, spostandosi poi in marzo a difesa di Pskov più a sud; in aprile assorbì i resti della disciolta 13. LwFD. Dopo aver sostenuto pesanti combattimenti difensivi, in ottobre la divisione si ritirò a Riga per poi essere spostata sull'isola di Saaremaa in aiuto della guarnigione tedesca attaccata dai sovietici, attestandosi a difesa della penisola di Sworbe nel sud dell'isola; la divisione tenne le sue posizioni fino al 23 ottobre, quando fu evacuata via mare in Curlandia. La 12. LwFd rimase intrappolata con le altre forze tedesche all'interno della sacca di Curlandia, venendo schierata in posizione difensiva nell'area di Tukums; nel marzo 1945 buona parte della divisione fu evacuata via mare dal porto di Liepāja e spostata nell'area di Danzica, prendendo parte agli ultimi scontri con i sovietici lungo le rive della baia di Danzica fino all'inizio di maggio quando infine si arrese.

### 13. Luftwaffen-Feld-Division
Formata nell'ottobre del 1942 nel campo di addestramento di Bad Fallingbostel, nel febbraio 1943 fu assegnata alla 18. Armee dell'Heeresgruppe Nord e schierata lungo il fronte del fiume Volchov vicino a Čudovo. La divisione rimase qui nei mesi seguenti finché, il 14 gennaio 1944, fu colpita in pieno dall'offensiva Leningrado-Novgorod lanciata dai sovietici: dopo giorni di duri scontri la divisione dovette attuare una ritirata combattente sulla linea Panther subendo pesanti perdite. Dopo aver presidiato la zona di Pskov, la divisione si trasferì nell'area a sud di Ostrov e nel marzo 1944 sostenne duri scontri per la difesa della linea ferroviaria tra Pskov e Opotschka. La divisione fu infine sciolta il 1º aprile e i suoi superstiti riassegnati alla 12. LwFD.

### 14. Luftwaffen-Feld-Division
Formata nell'ottobre del 1942, nel gennaio 1943 fu inviata di guarnigione in Norvegia attestandosi in posizione difensiva nell'area di Trondheim; l'unità fu impiegata come forza d'occupazione e per il presidio del vicino confine con la neutrale Svezia. Dopo lo sbarco in Normandia nel giugno 1944 la divisione fu spostata nello Jutland, dove rimase fino agli ultimi mesi di guerra quando fu riportata in Norvegia. Senza aver mai sostenuto un combattimento in tutta la sua carriera, la divisione si arrese intatta nel maggio 1945 alle forze britanniche sbarcate in Norvegia dopo la fine della guerra.

### 15. Luftwaffen-Feld-Division
La divisione venne formata nel novembre 1942 con il nome di Luftwaffen-Felddivision Süd-Ost direttamente al fronte, nella zona di Sal'sk nella Russia meridionale, tramite personale in eccedenza delle locali unità della Luftwaffe e alcuni reparti ceduti dalla 7. e 8. LwFD. Assegnata all'Heeresgruppe Don, combatté a difesa di Rostov all'inizio del gennaio 1943, subendo dure perdite e venendo infine costretta a ripiegare dietro il fiume Mius in febbraio; assunse la designazione di 15. Luftwaffen-Feld-Division nel marzo seguente, assorbendo anche i superstiti delle disciolte 7. e 8. LwFD. In forza alla 6. Armee dell'Heeresgruppe Süd, la divisione fu schierata nella zona a nord di Taganrog, allestendo postazioni difensive lungo il fiume Mius; a partire dal 17 luglio 1943, l'unità fu quindi coinvolta nell'offensiva del Donbass scatenata dai sovietici: la linea tedesca lungo il Mius vacillò sotto i colpi dell'Armata Rossa, anche se un contrattacco delle riserve corazzate sembrò ripristinare la situazione ai primi di agosto. Dopo una pausa di alcuni giorni, i sovietici rinnovarono l'offensiva il 13 agosto facendo di nuovo breccia nelle linee tedesche, e il 29 agosto la 15. LwFD finì accerchiata nella zona di Taganrog dalle forze corazzate sovietiche; nella notte del 31 agosto la divisione riuscì tuttavia a rompere l'accerchiamento e a ripiegare con il resto delle forze tedesche fino alla linea del fiume Dnepr. Ormai decimata, la divisione fu sciolta ufficialmente l'11 novembre 1943 e i suoi superstiti furono riassegnati alla 336. Infanterie-Division.

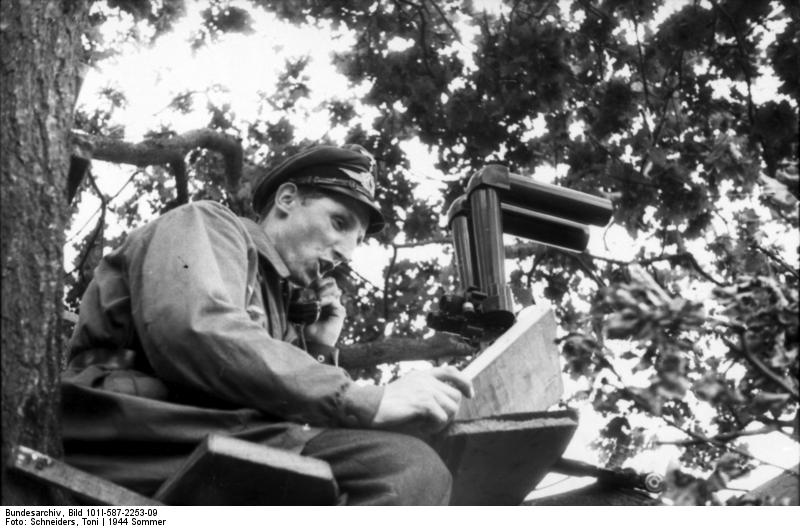
Un osservatore d'artiglieria della Luftwaffe in azione durante la campagna di Normandia

### 16. Luftwaffen-Feld-Division
Formata nel dicembre 1942 nel campo di addestramento di Großborn in Pomerania, dal marzo 1943 fu dislocata nei Paesi Bassi come forza d'occupazione per poi assumere la difesa del tratto di costa compreso tra IJmuiden, Haarlem e Scheveningen. Dopo lo sbarco dei reparti anglo-statunitensi in Normandia il 6 giugno 1944, la divisione fu trasferita in treno a Parigi e quindi schierata in posizione difensiva lungo il fiume Orne a nord di Caen. A partire dal 7 luglio la divisione fu quindi coinvolta negli eventi dell'operazione Charnwood, un massiccio attacco delle forze anglo-canadesi contro le posizioni tedesche a Caen: dopo essere state pesantemente bombardate dal mare e dall'aria, le postazioni della 16. LwFD furono attaccate da due divisioni britanniche e nel corso di duri scontri perdurati fino al 9 luglio l'unità tedesca finì quasi annientata perdendo il 75% della sua forza nominale e tutti i comandanti di battaglione. La divisione fu ritirata a sud dell'Orne per un periodo di riposo e riorganizzazione, ma il 18 luglio fu coinvolta in nuovo attacco britannico, l'operazione Goodwood: soverchiata dai bombardamenti, la divisione fu in pratica annientata. L'unità fu ufficialmente sciolta il 4 agosto e i suoi superstiti riassegnati alla 16. Infanterie-Diviion.

### 17. Luftwaffen-Feld-Division
Formata nel dicembre 1942 nella zona di Monaco di Baviera, nel gennaio seguente fu invata in Francia per assumere la difesa della costa compresa tra Le Havre e Dieppe sotto l'egida della 15. Armee. Dopo lo sbarco in Normandia la divisione fu trattenuta sulle sue posizioni, per essere spostata sul fronte dell'invasione solo nella prima settimana d'agosto; circa un terzo dell'organico dovette essere lasciato indietro a causa della carenza di mezzi di trasporto, e finì poi per essere riassegnato alla 18. LwFD. Il 17 agosto la divisione assunse posizioni difensive lungo il fiume Eure nelle vicinanze della città di Dreux, già occupata da reparti statunitensi, ma il 20 agosto la divisione dovette abbandonare le sue postazioni e ripiegare in direzione di Évreux, visto che l'avanzata statunitense in direzione della Senna minacciava di tagliarla fuori; l'unità sostenne vari duri scontri con il nemico a Pacy-sur-Eure e La Heunière, subendo pesanti perdite a causa dei continui attacchi aerei e finendo con il perdere i contatti con i reparti tedeschi contigui. La divisione raggiunse Louviers il 25 agosto, per poi ritirarsi sull'altra riva della Senna e ricongiungersi alla 5. Panzerarmee; il 27 agosto l'unità si ritrovò ad affrontare i reparti britannici a Elbeuf, venendo costretta a indietreggiare in direzione di Rouen e perdendo ancora una volta i contatti con le unità amiche. I resti della divisione ripiegarono dietro il fiume Somme il 30 agosto, venendo riorganizzati come Kampfgruppe e continuando ad affrontare i britannici in Belgio tra Gand e Sint-Niklaas, per poi ripiegare a nord della Schelda. La divisione fu ufficialmente sciolta il 28 settembre 1944 e i suoi superstiti riassegnati alla 167. Infanterie-Division.

### 18. Luftwaffen-Feld-Division
Formata nel dicembre 1942, già nel gennaio seguente fu spostata in Francia per andare a presidiare le difese del Vallo Atlantico, venendo assegnata prima alla zona di Rochefort e poi dall'aprile 1943 alla costa compresa tra Dunkerque e Calais. L'unità lasciò le sue posizioni il 15 agosto 1944, raggiungendo otto giorni più tardi Amiens e quindi Mantes-la-Jolie sulla Senna senza aver incontrato grossa opposizione; la divisione fu quindi coinvolta in pesanti scontri con i reparti statunitensi lungo la Senna, finché il 27 agosto ricevette l'ordine di ritirarsi su Rouen e poi su Beauvais. Nel corso del ripiegamento l'unità fu separata dai reparti amici, e il suo comandante generale Joachim von Tresckow la riorganizzò in tre Kampfgruppe autonomi; dopo aver subito pesanti perdite a causa degli attacchi aerei e degli scontri con i reparti corazzati statunitensi, la divisione raggiunse il 1º settembre la Somme presso Ham, per poi ritirarsi su Cambrai il giorno seguente. L'unità finì intrappolata con altre forze tedesche in una sacca creatasi nella zona di Mons, e tentò in vari modi di forzare l'accerchiamento frazionata in piccoli gruppi che tentavano di filtrare attraverso le maglie dello schieramento degli Alleati. Solo circa 300 soldati della divisione, tra cui il suo comandante, riuscirono a mettersi in salvo oltre il confine tra Belgio e Germania entro la metà di settembre; il generale von Tresckow fu insignito dell'onorificenza della Croce di Cavaliere della Croce di Ferro per il coraggio dimostrato nel corso di questa azione. L'unità fu quindi sciolta e i superstiti riassegnati alla 18. Infanterie-Division.

### 19. Luftwaffen-Feld-Division
Formata nel marzo 1943 nel campo di addestramento di Bergen, dopo un breve addestramento fu inviata nell'aprile seguente nella zona di Parigi per poi acquartierarsi tra Chartres e Vernon per completare la sua formazione. Nel luglio 1943 la divisione fu inviata nei Paesi Bassi per presidiare la regione del Zuid-Beveland e l'isola di Walcheren, ma nel gennaio 1944 fu spostata nella zona di Tielt in Belgio. Il 1º giugno 1944 la divisione, ribattezzata 19. Luftwaffen-Sturm-Division ("19ª Divisione d'assalto della Luftwaffe"), ricevette l'ordine di partire per l'Italia dove assunse la difesa della costa vicino a Grosseto; in luglio, inserita nella 14. Armee, la divisione sfuggì di poco a un accerchiamento nei pressi di Piombino e si ritirò in direzione di Castagneto Carducci e Monteverdi Marittimo, per poi assumere una posizione difensiva presso Rosignano Solvay a protezione dello strategico porto di Livorno. Per giorni la divisione affrontò i reparti statunitensi avanzanti in una serie di dure battaglie difensive, per poi ripiegare verso nord dopo aver provveduto alla demolizione delle infrastrutture portuali di Livorno; decimati, i resti della divisione ripiegarono nella zona di Viareggio dove furono assorbiti dalla 20. LwFD il 15 agosto.

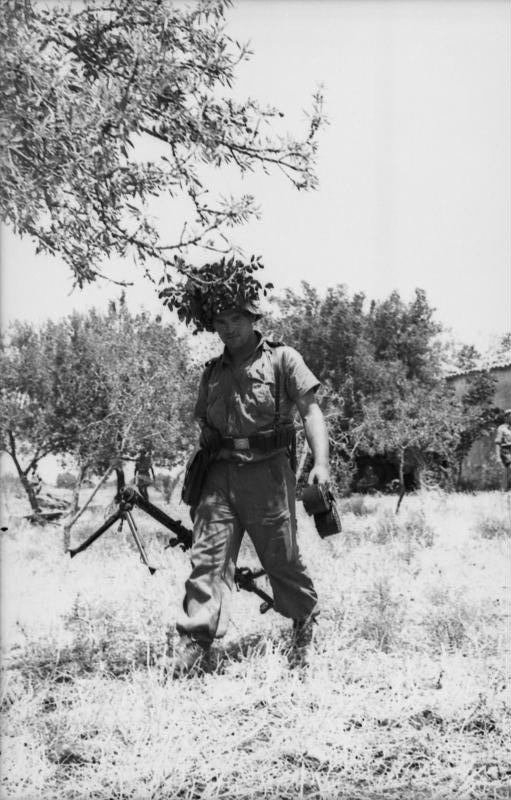
Un soldato della Luftwaffe in Italia nel 1944; l'arma è una MG 15, una mitragliatrice aeronautica impegnata spesso nelle LwFD come arma d'appoggio

### 20. Luftwaffen-Feld-Division
Formata nel marzo 1943 nel campo di addestramento di Munsterlager, dopo tre mesi di addestramento fu inviata di guarnigione in Danimarca presidiando la penisola dello Jutland e la zona di Aalborg; dopo il passaggio all'esercito nel novembre del 1943 i comandi dello Heer si dissero disposti a scioglierla per riassegnarne gli uomini ad altre formazioni, ma Hitler stesso ordinò di trasformare l'unità in una "brigata rapida" dotata di veicoli motorizzati: la carenza di mezzi di trasporto portò infine a dotare la divisione solo di biciclette e a convertirla in una mera unità ciclistica, assumendo il ruolo di riserva mobile delle forze tedesche in Danimarca. A seguito del deterioramento della situazione del fronte italiano dopo lo sfondamento alleato seguente l'operazione Diadem, nel maggio 1944 la divisione fu inviata nel Lazio sostenendo subito duri scontri con i reparti statunitensi nella zona di Terracina; il 1º giugno l'unità assunse la designazione di 20. Luftwaffen-Sturm-Division. Parte della 14. Armee, la divisione ripiegò in Toscana e stabilì posizioni difensive presso Roccastrada su cui alla fine di giugno ingaggiò pesanti scontri con i reparti statunitensi; dopo aver conteso il controllo di Siena ai reparti del Corps expéditionnaire français en Italie, in luglio la divisione si ritirò nella zona di Volterra e quindi ritirata dal fronte per essere inviata nelle retrovie a presidiare la costa tra Viareggio e La Spezia, dove assorbì i resti della 19. LwFD. A metà settembre la divisione ricevette l'ordine di trasferirsi sulla costa del mare Adriatico, affrontando le forze britanniche tra Rimini e Santarcangelo di Romagna e poi a sud di Cesena; il 12 ottobre il comandante della divisione, generale Wilhelm Crisolli, fu ucciso in un agguato dei partigiani italiani presso Bologna. Dopo ulteriori pesanti combattimenti tra Cesena e Forlì, la divisione fu sciolta il 28 novembre 1944 e i suoi resti riassegnati ad altre unità tedesche.

### 21. Luftwaffen-Feld-Division
Formata nel maggio 1942 direttamente al fronte orientale come Luftwaffen-Division "Meindl" riunendo quattro reggimenti da campagna della Luftwaffe precedentemente creati, fu schierata a protezione del corridoio di collegamento con la sacca di Demjansk nella zona di Cholm; sostenne numerosi combattimenti difensivi con le forze sovietiche, compresa la vittoriosa operazione Winkelried nell'ottobre 1942 volta ad ampliare la via di collegamento con Demjansk, nonché azioni nelle retrovie contro i partigiani. Nel dicembre 1942 assunse la designazione di 21. Luftwaffen-Feld-Division, e continuò a operare nella parte meridionale della sacca di Demjansk frazionata in vari gruppi autonomi. Dopo continue azioni difensive nella zona di Staraja Russa, il 14 gennaio 1944 la divisione fu coinvolta negli scontri dell'offensiva Leningrado-Novgorod lanciata dalle forze sovietiche: dopo quattro giorni di pesanti combattimenti, la malconcia divisione dovette attuare un difficile ripiegamento attraverso le strade innevate e gli attacchi aerei nemici fino alla linea Panther a sud di Pskov. La divisione rimase qui fino a metà luglio 1944, quando una rinnovata offensiva sovietica colpì le posizioni tedesche: la 21. LwFD sostenne duri combattimenti difensivi a Ostrov nonché a Cēsis e Sigulda in Lettonia, prima di ripiegare in Curlandia all'inizio di ottobre. La divisione rimase tagliata fuori all'interno della sacca di Curlandia, difendendo le posizioni a Sigulda e Saldus; nel novembre 1944 l'unità fu sciolta e i suoi effettivi furono assegnati alla 329. Infanterie-Division.